# 維維利
維維利（西班牙語：Wiwilí）是尼加拉瓜的城鎮，位於該國北部，由希諾特加省負責管轄，始建於1989年，面積2,370平方公里，海拔高度370米，2005年人口72,485，人口密度每平方公里30.58人。
13°37′N 85°50′W / 13.617°N 85.833°W